# Catasigerpes acuminatus
Catasigerpes acuminatus är en bönsyrseart som beskrevs av Douglas Keith McEwan Kevan 1954. Catasigerpes acuminatus ingår i släktet Catasigerpes och familjen Hymenopodidae. Inga underarter finns listade i Catalogue of Life.